# Вайцзеккер, Беатриса фон

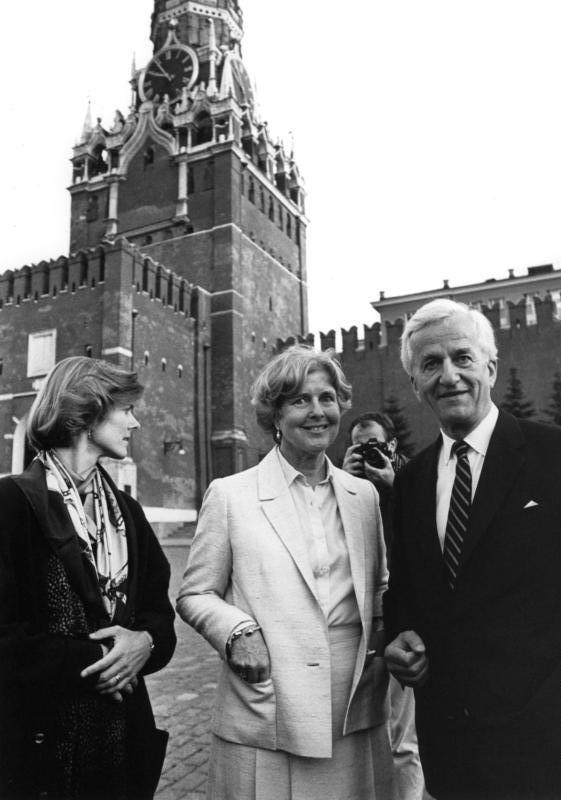
Беатриса вместе со своими родителями в Москве (1987)

Марианна Беатриса фон Вайцзеккер (нем. Marianne Beatrice Freifrau von Weizsäcker; род. 20 августа 1958, Эссен, Западная Германия) — немецкая писательница и внештатный журналист.

## Биография
Беатриса родилась 20 августа 1958 года. Она была единственной дочерью бывшего федерального президента Германии Рихарда фон Вайцзеккера (1920—2015) и его супруги Марианны фон Вайцзеккер (род. 1932). Она происходит из старинной немецкой семьи Вайцзеккеров.
Беатриса после окончания школы, изучала право и получила докторскую степень в этой области. Затем, после сдачи второго государственного экзамена по праву она сначала работала внештатным сотрудником в Федеральной канцелярии, а затем научным сотрудником и помощником Риты Зюссмут, которая в то время была министром по делам семьи.
В то время пока её отец был президентом, она иногда его сопровождала на государственных мероприятиях и в поездках, в другие страны.
В 1990 году она стала редактором издательства Bouvier Verlag в Бонне. С 1991 по 2000 год она была политическим редактором берлинской газеты Tagesspiegel. С 2000 по 2003 год она работала руководителем отдела фонда «Память, ответственность и будущее», по выплате компенсаций подневольным работникам. С конца 2007 года по начало 2009 года, она была сотрудником сети «Белая роза» Фонда «Белая роза» и до 2018 года членом правления Фонда Теодора Хойсса.
Беатриса фон Вайцзеккер в течение 12 лет была членом Президиума Конгресса Немецкой евангелической церкви. В мае 2020 года она перешла в католичество.
С 2012 по 2015 год она была покровительницей «Премии Аргулы фон Грумбах» Евангелическо-лютеранской церкви в Баварии и Фонда Аргулы фон Грумбах.
В 2017 и 2018 годах, она была покровителем девятого государственного конкурса протестантской религии Фонда Ханса Лилье. Прием заявок был организован совместно с Институтом религиозного образования Локкума. Конкурс был ориентирован на учащихся 10-х классов и старших классов гимназий, общеобразовательных школ и технических гимназий.
Беатриса являлась одним из инициаторов «Открытого письма», с помощью которого, сотни людей в течение нескольких дней, с конца мая 2018 года выразили протест указу в Баварии про беженцев. Они считали нехристианской политикой ХСС, насчёт, политики в отношении беженцев и практики депортации. В июле 2018 года, она и двое других членов Президиума Конгресса Немецкой евангелической церкви составили петицию «Сначала умирает человек, потом закон!» за гуманитарную политику в отношении беженцев в Европе. К данной петиции присоединилось 120 000 человек, в течение нескольких недель.
В 2024 году, на фоне скандала на олимпийских играх в Париже, и скандала насчёт постановки тайной вечери она заявила, что Иисус Христос любит всех, в том числе представителей ЛГБТ-сообщества, поэтому не видит в этом ничего страшного.
С 2003 года живёт в Мюнхене. Она не интересуется политикой, и считает что политические партии слишком часто не действуют ради общего блага населения.

## Личная жизнь
Долгое время Беатриса не афишировала свою личную жизнь, поэтому о ней ничего не было известно. Однако, в 2008 году, в извещении о смерти её брата Андреаса (1956—2008), рядом с именем Беатрисы была указана некая Маргарита Чиари. В 2015 году, в извещении о смерти её отца было написано тоже самое. Позже Беатриса заявила, что она находится в однополых отношениях с Маргаритой Чиари с 1991 года.

## Публикации
Беатриса фон Вайцзеккер — писательница и автор, опубликовавшая множество статей в книгах и журналах:
- Verschwisterung im Bruderland. Städtepartnerschaften in Deutschland. Bouvier, Bonn ISBN 3-416-02258-0. (1990)
- Deutsch-deutsche Städtepartnerschaften 1986–Januar 1990. Bestandsaufnahme und rechtliche Würdigung. Dissertation. Georg-August-Universität Göttingen, Göttingen. (1990)
- Warum ich mich nicht für Politik interessiere… Lübbe, Bergisch Gladbach. ISBN 978-3-7857-2389-0. (2009)
- Die Unvollendete. Deutschland zwischen Einheit und Zweiheit. Lübbe, Köln. ISBN 978-3-7857-2417-0. (2010)
- Ist da Jemand? Gott und meine Zweifel, Piper, München/Zürich. ISBN 978-3-492-05513-0 (2012)
- Liebe Deinen Nächsten wie dich selbst! – Warum sollte ich? In: Denkanstöße 2014, Piper Verlag, München. ISBN 978-3-492-30275-3. (2013)
- JesusMaria – Christentum für Frauen, Piper Verlag, München. ISBN 978-3-492-05644-1. (2014)
- Den Zweifel heiligen und: Was ich glaube In: Stark im Glauben – Gedanken kluger Frauen, Coppenrath, Münster. ISBN 978-3-649-62413-4. (2017)
- mit Norbert Roth: Haltepunkte – Gott ist seltsam, und das ist gut, Herder Verlag, Freiburg im Breisgau. ISBN 978-3-451-03677-4. (2021)
- Vaterunser – Gebet meiner Sehnsucht, Herder Verlag, Freiburg im Breisgau. ISBN 978-3-451-39491-1. (2023)
- Wer's glaubt – Meine Seligpreisungen, Herder Verlag, Freiburg im Breisgau. ISBN 978-3-451-39819-3. (2025)[15]